# Староколутонский сельский округ
Староколуто́нский се́льский окру́г (каз. Ескi Қалқұтан ауылдық округі) — административная единица в составе Астраханского района Акмолинской области Казахстана.
Административный центр — село Старый Колутон.

## География
Административно-территориальное образование расположено в северо-западной части Астраханского района. В состав сельского округа входит 4 населённых пункта. 
Площадь территории сельского округа составляет — 497,096 км². Из них земли сельскохозяйственного назначения — 418,617 км² (84,21 %), земли населённых пунктов — 36,619 км² (7,37 %), земли промышленности, транспорта, связи, для нужд космической деятельности, обороны, национальной безопасности и иного несельскохозяйственного назначения — 0,001 км² (0,00 %), земли водного фонда — 12,04 км² (2,42 %), земли запаса — 29,82 км² (6,00 %).
Из земель сельскохозяйственного назначения: пашни — 227,05 км² (54,24 %), пастбищные земли — 117,867 км² (28,16 %), сенокосные угодья — 73,70 км² (17,60 %).
По природным условиям территория Староколутонского сельского округа расположена в зоне резко континентального климата, для которого характерна засушливость весенне-летнего периода, высокие летние и низкие зимние температуры, недостаточное и неустойчивое по годам количество атмосферных осадков.
Землепользование сельского округа расположено в зоне сухих степей, где зональными почвами являются темно-каштановые маломощные и темно-каштановые глубоковскипающие маломощные почвы.
Граничит с землями административно-территориальных образований: Новобратский сельский округ Буландынского района — на севере, Острогорский сельский округ — на востоке, Жалтырский сельский округ — на юго-востоке, Колутонский сельский округ — на юге, Узункольский сельский округ — на крайнем юге, Мариновский сельский округ Атбасарского района — на западе.
Гидрографическая сеть представлена главным образом рекой Колутон, протекающая с северо-востока на юго-запад. Крупные озёра — Казахский Косколь, Караколь, Гнилое и другие. 
Через территорию сельского округа проходят автомобильная дорога республиканского значения — М-36 «Граница РФ (на Екатеринбург) — Алматы, через Костанай, Астана, Караганда» и Южно-Сибирская железнодорожная магистраль. Ближайшая станция расположена в станции Колутон, в 4 километрах к югу от административного центра сельского округа — села Старый Колутон.

## История
В 1989 году существовал как — Староколутонский сельсовет (сёла Старый Колутон, Зареченка, Ковыленка, Косколь).
В 1995 году сельсовет был преобразован в сельский округ в соответствии с реформами административно-территориального устройства Республики Казахстан.
Постановлением акимата Акмолинской области от 14 декабря 2018 года № А-12/545 и решением Акмолинского областного маслихата от 14 декабря 2018 года № 6С-27-15 «О переименовании села Зареченка Староколутонского сельского округа Астраханского района Акмолинской области» (зарегистрированное Департаментом юстиции Акмолинской области 29 декабря 2018 года № 7001):
- было переименовано село Зареченка — в село Енбек, в соответствии и на основании заключения Акмолинской областной ономастической комиссии от 18 апреля 2018 года.

## Население
| Численность населения | Численность населения | Численность населения |
| 1989                  | 1999                  | 2009                  |
| --------------------- | --------------------- | --------------------- |
| 2483                  | ↘2022                 | ↘1462                 |

## Состав
| № | Населённый пункт | Тип населённого пункта       | Население, 1989 | Население, 1999 | Население, 2009 |
| - | ---------------- | ---------------------------- | --------------- | --------------- | --------------- |
| 1 | Енбек            | село                         | 341             | 277             | 135             |
| 2 | Ковыленка        | село                         | 552             | 457             | 291             |
| 3 | Косколь          | село                         | 325             | 245             | 172             |
| 4 | Старый Колутон   | село, административный центр | 1 264           | 1 043           | 864             |

## Местное самоуправление
Аппарат акима Староколутонского сельского округа — село Старый Колутон, улица Богенбай батыра, 4.
- Аким сельского округа — Даулеткерей Жанатхан[1].